# Acalypha bipartita
Acalypha bipartita es una especie de planta perteneciente a la familia Euphorbiaceae. Es endémica de África donde es comida como vegetal, o para el pasto de los animales.

## Descripción
Es un arbusto trepador; con ramas subquadrangulares, tomentosas cuando son jóvenes, pubérulas  con la edad y vestida con corteza de color marrón claro. Hojas ovadas,  ligeramente redondeadas o subtriangular en la base, membranosas. Inflorescencias bisexuales, axilares, solitarias, pedunculadas; pedúnculo de aproximadamente 1 cm de longitud. son de color verde y habitan en pisos húmedos y crecen en árboles.

## Taxonomía
Acalypha bipartita fue descrita por Johannes Müller Argoviensis y publicado en Flora 47: 538. 1864.
Etimología
Acalypha: nombre genérico que deriva del griego antiguo akalephes = ("ortiga"), en referencia a que sus hojas son semejantes a ortigas.
bipartita: epíteto latíno   que significa "partida en dos".
Sinonimia
- Ricinocarpus bipartitus (Müll.Arg.) Kuntze[6]